# Oran

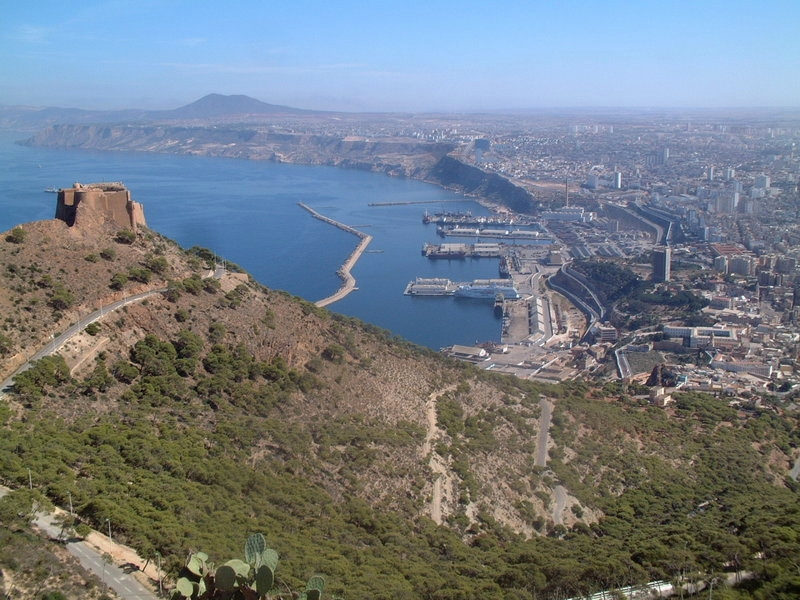
Widok na port

Oran (arab. وهران, Wahrān) – miasto w północno-zachodniej Algierii, nad Morzem Śródziemnym, ośrodek administracyjny wilajetu Oran. W 2008 roku liczyło ok. 610 tys. mieszkańców. Ważny port handlowy i pasażerski, ośrodek przemysłu rybnego, włókienniczego, chemicznego, cementowego i metalowego. Ośrodek kulturalno-naukowy z muzeami, bibliotekami, uniwersytetem i politechniką. Siedziba rzymskokatolickiej diecezji orańskiej. Miejsce akcji powieści Dżuma Alberta Camusa.
Oran dzieli się na dwie części: nabrzeże i położone wyżej tarasy z zabudową miejską. W zachodniej części tarasów zwanej La Blanca znajdują się najstarsze budynki w mieście, m.in. cytadela Santa Cruz z resztkami obwarowań hiszpańskich (wzniesiona przez Turków, przebudowana następnie przez Hiszpanów i Francuzów), dawna katedra św. Ludwika (wzniesiona w 1679 roku, przebudowana w 1838 roku), Wielki Meczet (wzniesiony przez Turków w 1796 roku), dawna rezydencja bejów i meczet Sidi al-Huwari (wzniesiony w 1799 roku). Wschodnia część tarasów zwana La Ville Nouvelle obejmuje nowsze budynki – zabudowania francuskie z XIX i XX wieku, budynki rządowe i biura, a także współczesne wysokie apartamentowce.

## Historia
Miasto zostało założone przez kupców arabskich z Al-Andalus w 903 roku jako baza dla handlu z Afryką Północną. Po Abbasydach władzę nad miejscowością objęli Fatymidzi, a następnie Almorawidzi i Almohadzi. Rozwijający się dzięki połączeniom morskim z Europą Oran stał się w 1437 roku portem rządzonego przez Abdalwadydów Królestwa Tilimsanu i głównym ośrodkiem w handlu z Sudanem. W 1492 i 1502 roku osiedlili się w mieście muzułmańscy uchodźcy religijni z Hiszpanii, którzy uciekli przed przymusową konwersją na chrześcijaństwo. W kolejnych latach miasto i port podupadły, stając się bazą piracką. W 1509 roku Oran został zdobyty przez Hiszpanów, którzy ufortyfikowali miasto. W 1708 roku Oran zajęli Turcy. Nękane atakami piratów z pobliskiego Al-Marsa al-Kabir miasto zostało w 1732 roku odbite przez Hiszpanów. W 1790 roku Oran został zniszczony przez trzęsienie ziemi i opuszczony przez Hiszpanów. W 1792 roku miasto ponownie zajęli Turcy, którzy osiedlili tu kolonistów żydowskich. W 1831 roku miasto zajęli Francuzi, którzy zmodernizowali i rozbudowali port, a także wznieśli nową dzielnicę – La Ville Nouvelle.
W czasie II wojny światowej Oran był jednym z głównych celów lądowań sił alianckich w Afryce Północnej. 8 listopada 1942 roku w miejscowym porcie przeprowadzono operację „Reservist”, która zakończyła się zajęciem miasta przez wojska Stanów Zjednoczonych 10 listopada. Oran odznaczał się znacznym odsetkiem ludności europejskiej; większość (ok. 300 tys.) Europejczyków opuściła jednak miasto po uzyskaniu niepodległości przez Algierię w 1962 roku. Od tego czasu Oran rozwinął się w znaczący ośrodek handlowy. W 1965 roku otwarto w mieście uniwersytet, a w 1975 roku – politechnikę. Oran był jednym z miast, w których doszło w październiku 1988 roku do rozruchów przeciwko partyjnej dyktaturze Frontu Wyzwolenia Narodowego, krwawo stłumionych przez władze.

## Zabytki
- katedra Najświętszego Serca (obecnie biblioteka)

## Współpraca
- Hiszpania: Elche
- Francja: Bordeaux
- Kuba: Hawana
- Senegal: Dakar
- Południowa Afryka: Durban
- Polska: Gdańsk
- Bangladesz: Rongpur
- Tunezja: Safakis
- Jordania: Az-Zarka
- Maroko: Wadżda